# فرهاد علی‌اف
فرهاد علی‌اف (ترکی آذربایجانی: Fərhad Əliyev؛ زادهٔ ۱ آوریل ۱۹۶۳) سیاست‌مدار اهل جمهوری آذربایجان است.